# A Collection of Beatles Oldies
Albums de The Beatles
Revolver
(1966) Sgt. Pepper's Lonely Hearts Club Band
(1967)
Albums des meilleurs succès des Beatles
Les Beatles dans leurs 14 plus grands succès
(1965) The Beatles 1962–1966
(1973)
A Collection of Beatles Oldies (sous-titré au verso But Goldies!) est une compilation des Beatles parue le 9 décembre 1966. Regroupant des chansons enregistrées entre 1963 et 1966, l'album recouvre ainsi la période allant du début de la carrière du groupe, jusqu'à la parution de son septième album studio, Revolver.

## Historique
Fatigués des tournées où les fans ne se déplacent que pour crier leur dévotion et non pour écouter la musique, les Beatles donnent leur dernier concert au Candlestick Park de San Francisco, le 29 août 1966, clôturant une tournée de 19 concerts en 17 jours dans 14 villes nord américaines différentes.
Le groupe profite alors d'un long congé. Lennon joue dans le film How I Won the War réalisé par Richard Lester en Allemagne et en Espagne. En dehors d'une escapade pour rendre visite à Lennon en tournage à Almería, Ringo Starr reste à Londres et passe le plus clair de son temps avec sa femme et son fils. Harrison se rend en Inde pour prendre des cours de sitar auprès de Ravi Shankar et s'initier à la culture indienne. Après avoir composé  une partie de la musique du film The Family Way, McCartney visite la France incognito. Il retrouve son ami Mal Evans à Bordeaux, et tous deux se rendent à Madrid, avant de partir en safari au Kenya, où l'actrice Jane Asher rejoint son fiancé.
Le groupe ne retourne en studio que le 24 novembre 1966, un peu plus de cinq mois après leurs dernières séances d'enregistrement, pour commencer le travail sur l'album qui deviendra Sgt. Pepper's Lonely Hearts Club Band.

## Parution et réception

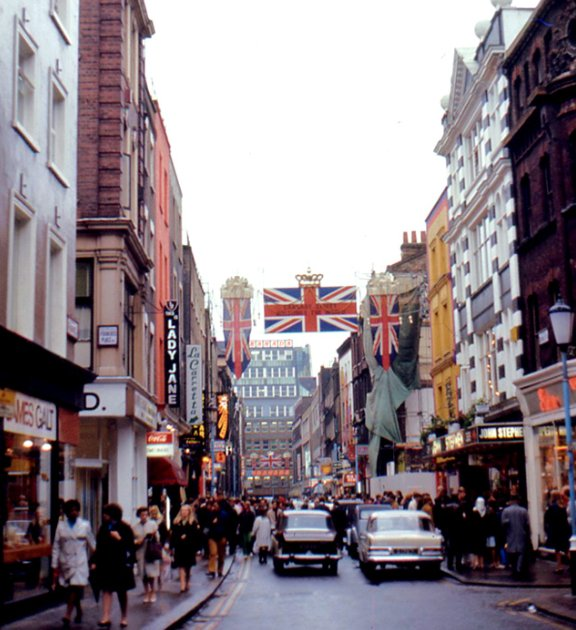
La rue Carnaby en 1968

En l'absence de nouveau matériel à publier pour Noël 1966, la maison de disques EMI fait paraître cette compilation de grands succès pour profiter de la lucrative période des fêtes. Des versions mono et stéréo seront mises sur le marché. Cette collection contient une chanson jusqu'alors inédite au Royaume-Uni : Bad Boy, une reprise de Larry Williams. Ce titre, enregistré lors des séances de l'album Help!, est paru 18 mois plus tôt sur l'album américain Beatles VI. Avec cette inclusion, la totalité du catalogue des Beatles était enfin disponible des deux côtés de l'Atlantique, bien que le 45 tours en allemand ne soit pas encore publié en Angleterre.
Les tubes originellement parus en singles en mono se retrouvent ici pour la première fois sur un 33-tours britannique. Du 31 octobre au 10 novembre, sans la présence du groupe, George Martin et son nouvel ingénieur de son, Geoff Emerick ont donc eu la tâche de remixer en stéréo les chansons She Loves You, We Can Work It Out, Day Tripper, I Want To Hold Your Hand et Paperback Writer. La bande originale deux pistes de She Loves You étant disparue des archives, un faux effet stéréo a été réalisé à partir de la bande master une piste. Par manque de temps, From Me To You a été laissée comme sur la bande master, les voix à droite et les instruments à gauche.
La pochette a été dessinée par David Christian dans le style Carnaby Street très caractéristique de l'époque. La voiture qui se dirige vers la tête du personnage est perçue a posteriori comme un des indices de la légende sur la mort de Paul McCartney. La photo au verso a été prise le 30 juin 1966 dans leur suite à l'hôtel Hilton de Tokyo (aujourd'hui l'hôtel Capitol Tokyu) par le photographe Robert Whitaker lors de la tournée japonaise,. Cette photo a inspiré celle de la pochette de Definitely Maybe, le premier album du groupe Oasis, prise par le photographe Michael Spencer Jones.
Cette compilation, disponible en vinyle et en ruban de magnétophone et plus tard en cassette et en cartouche, est publiée au Royaume-Uni et en France aussi bien en stéréo qu'en mono. Des versions mexicaine, et japonaise furent aussi publiées en 1967 et en Australie en 1968, entre autres. En Colombie, la compilation ne contient que douze titres et comprend des chansons différentes,.
La compilation atteint la septième place des classements britanniques et est restée dans les charts pendant 34 semaines.
En décembre 1984, cette compilation est incluse dans le volume 26 de The History of Rock (en) de Orbis Publishing (en), une collection en 40 magazines et albums qui compilaient des chansons d'artistes de musique rock des années 1950 aux années 1980. Comme la plupart de ces fascicules contenait des albums doubles, cet album est couplé à The Beatles at the Hollywood Bowl.
Depuis 1988, la chanson Bad Boy et tous les titres tirés de 45 tours inédits sont placés sur la compilation Past Masters.

## Liste des chansons
Les pièces tirées des faces A de 45 tours sont représentées par les symboles ƒA et 2ƒA représente un single à double face A.
Toutes les chansons sont écrites et composées par John Lennon et Paul McCartney, sauf mention contraire.
| 1. | She Loves You      | 45 tours - ƒA, 1963  | 2:17 |
| 2. | From Me to You     | 45 tours - ƒA, 1963  | 1:56 |
| 3. | We Can Work It Out | 45 tours - 2ƒA, 1965 | 2:15 |
| 4. | Help!              | Help!, 1965          | 2:21 |
| 5. | Michelle           | Rubber Soul, 1965    | 2:40 |
| 6. | Yesterday          | Help!, 1965          | 2:03 |
| 7. | I Feel Fine        | 45 tours - ƒA, 1964  | 2:19 |
| 8. | Yellow Submarine   | Revolver, 1966       | 2:38 |

| 9.  | Can't Buy Me Love        | A Hard Day's Night, 1964 | 2:11 |
| 10. | Bad Boy (Larry Williams) | Beatles VI, 1965         | 2:21 |
| 11. | Day Tripper              | 45 tours - 2ƒA, 1965     | 2:48 |
| 12. | A Hard Day's Night       | A Hard Day's Night, 1964 | 2:32 |
| 13. | Ticket to Ride           | Help!, 1965              | 3:10 |
| 14. | Paperback Writer         | 45 tours - ƒA, 1966      | 2:18 |
| 15. | Eleanor Rigby            | Revolver, 1966           | 2:06 |
| 16. | I Want to Hold Your Hand | 45 tours - ƒA, 1963      | 2:24 |